# Восстания Джалали
Восстания Джалали (тур. Celalî ayaklanmaları) — серия народных выступлений и военных мятежей в Османской Анатолии XVI—XVII веков.
Своё имя джалали получили от алевитского проповедника Джеляля, возглавившего первый мятеж в Токате в 1519 году.
Основными причинами восстания были дискриминация полукочевников со стороны администрации, независимость вождей кланов и резкий рост налогов.
Крупнейшие восстания происходили в 1526—1528, 1595—1610, 1654—1655 и 1658—1659 годах.